# Notre-Dame (Auffay)

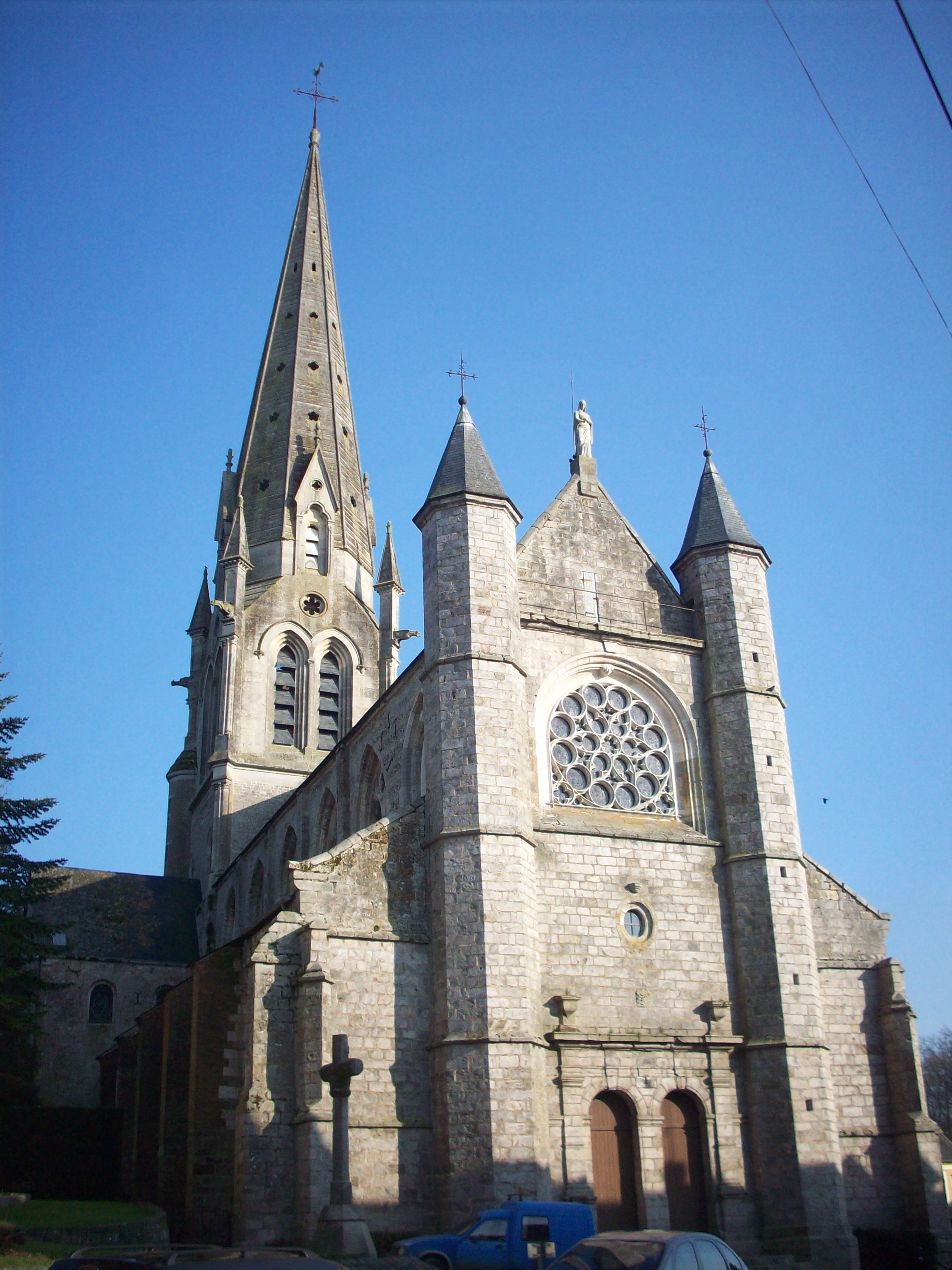
Ehemalige Kollegiatkirche Notre-Dame in Auffay

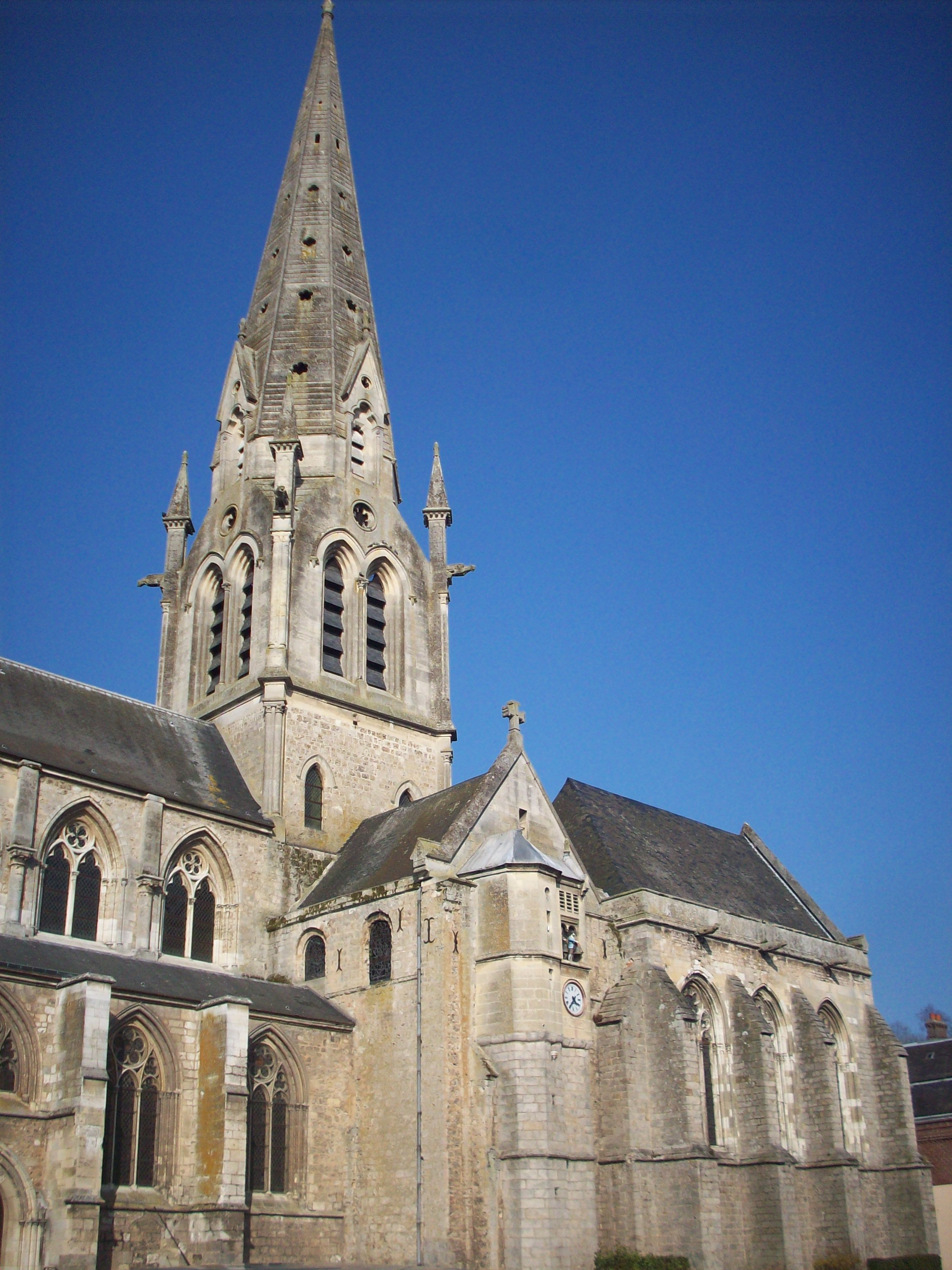
Querhaus, Vierungsturm und Chor

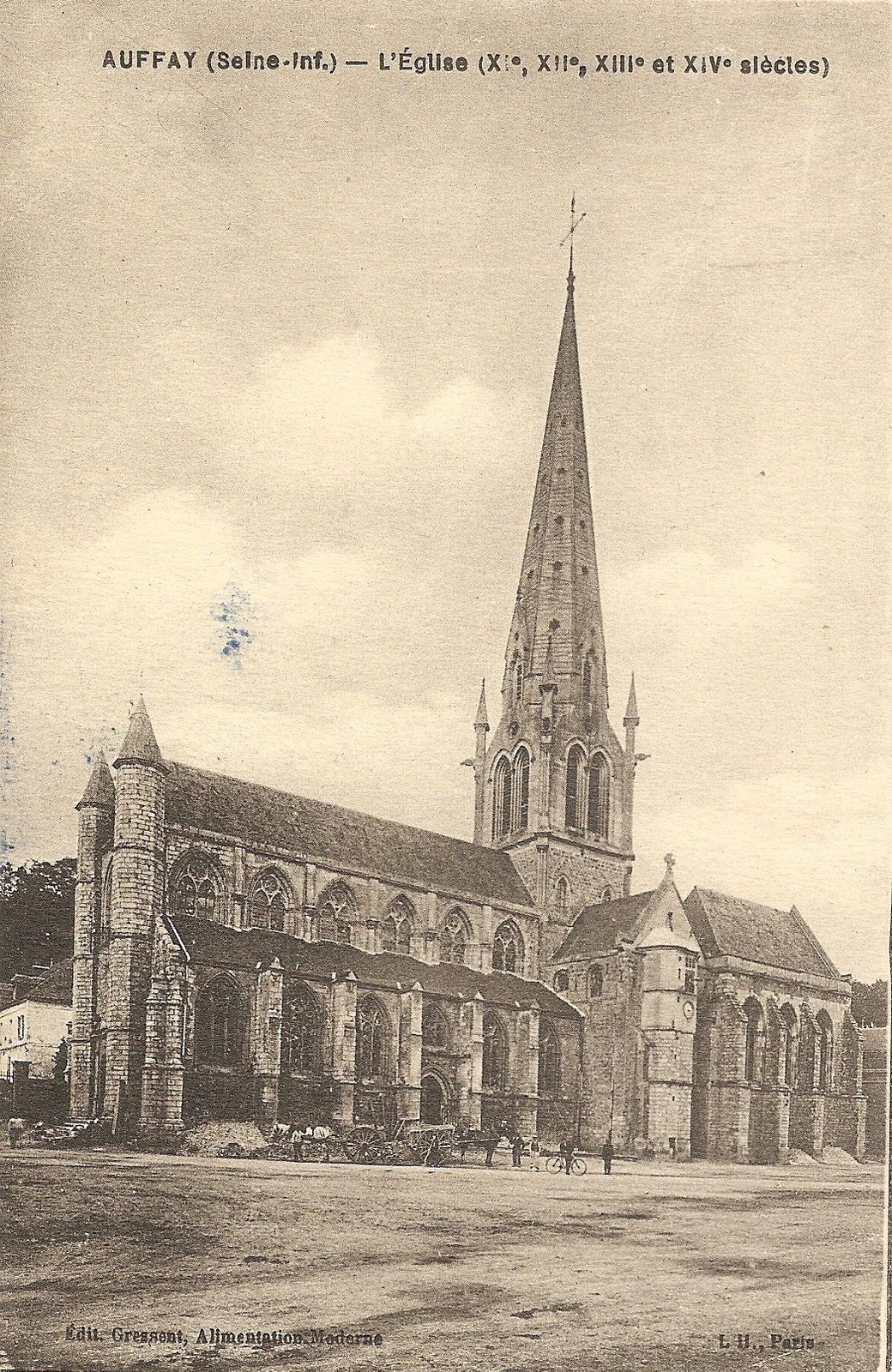
Postkarte (1920)

Die ehemalige Kollegiatkirche Notre-Dame in der Gemeinde Auffay in der Normandie im Nordwesten Frankreichs ist ein gotisches Bauwerk aus dem 13. Jahrhundert mit späteren Ergänzungen. Der Kirchenbau ist seit 1846 als Monument historique anerkannt.

## Baugeschichte
Bereits für das Jahr 1060 ist an der Stelle der heutigen Kirche die Gründung einer Kapelle oder Kirche durch Kanoniker des Augustinerordens belegt. Als eigentlicher Stifter gilt jedoch ein gewisser Gilbert, der nach der Schlacht von Hastings (1066) in die Normandie zurückkehrte. Im frühen 13. Jahrhundert wurden die Gewölbe des Kirchenschiffs repariert, stürzten aber danach nahezu vollständig ein. Die Kirche wurde daraufhin im gotischen Stil wiederaufgebaut und im Jahr 1264 eingeweiht. Aus dem 14. Jahrhundert stammt die Südkapelle; die Nordkapelle ist etwa 100 Jahre jünger. Im Jahre 1472 wurde die Kirche durch Soldaten des Burgunderherzogs Karl dem Kühnen in Brand gesetzt. Der Chor wurde im 16. Jahrhundert im Übergangsstil von der Spätgotik zur Renaissance erneuert und der französische König Heinrich IV. stiftete um das Jahr 1600 ein neues Portal. Im Jahre 1731 stürzte die Spitze des Vierungsturms ein, wurde aber kurz darauf durch einen hölzernen, mit Schiefer gedeckten Helm ersetzt, der jedoch im Jahre 1867 vom Blitz getroffen wurde und in Flammen aufging; der heutige Helm des Vierungsturms stammt aus dem Jahr 1872. Durch deutsche Brandbomben wurde die Kirche im Jahr 1940 erneut in Mitleidenschaft gezogen; die Ausbesserungsarbeiten dauerten letztlich bis ins Jahr 1967.

## Architektur
Die dreischiffige Kirche verzichtet im Äußeren auf Strebebögen; die Seitenschiffe werden allerdings von mächtigen Strebepfeilern stabilisiert. Das doppeltürige Westportal ist für eine königliche Stiftung recht unscheinbar, doch sind Renaissanceformen deutlich zu erkennen. Der rechte der beiden Begleittürme fungiert als Treppenturm zum Erreichen des Dachstuhls und damit auch des Vierungsturms. Das Westfenster besteht aus unterschiedlich großen Kreisen, in welche sphärische Vierecke eingebunden sind; die Mitte bildet ein Sechspass.
Das etwa 14 m hohe und 55 m lange Kirchenschiff wird von zwei Seitenschiffen begleitet und zeigt den typischen Aufbau der Gotik mit Arkadenzone, Triforium und Obergaden. Durch die beiden Querhäuser erhält der Bau den Grundriss eines lateinischen Kreuzes. Das Querhaus enthält noch romanische Bauteile und der auf den ersten Blick spätgotisch anmutende Chorbereich lässt bereits Renaissanceformen erahnen. Markantester Bauteil im Innern wie im Äußern ist der ca. 70 m hohe Vierungsturm, der – neben mehreren Blendfenstern – durch vier Fenster belichtet ist (Laternenturm); er wird von einem achtteiligen Rippengewölbe mit mittlerem Oculus überspannt, dessen Enden nicht auf Säulen, sondern auf Konsolen aufruhen.

## Ausstattung
Einige Fenster stammen aus der Werkstatt von Max Ingrand. In der Region berühmt sind die beiden Glockenschläger (jacquemarts), die bei den Umbauarbeiten des 19. Jahrhunderts am Vierungsturm und an der Turmuhr am südlichen Querhaus anstelle von zwei älteren, deren Kostüme ins 17. Jahrhundert verweisen, eingebaut wurden. Sie tragen die Namen Houzou Bénard und Paquet Sivière. Uhrenmechanismus und Glocken sind über einen kleinen Treppenturm erreichbar.

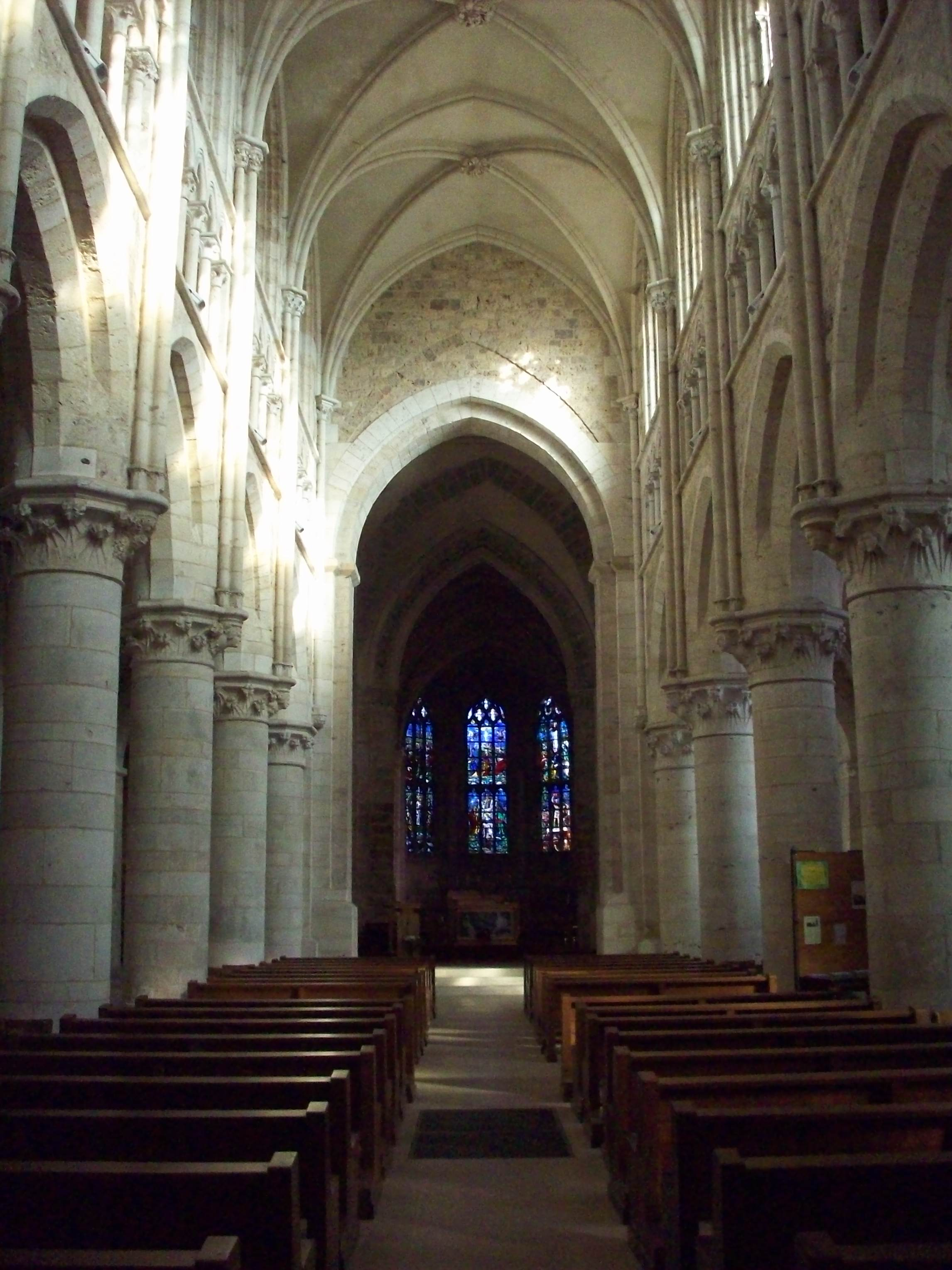
Kirchenschiff → Osten
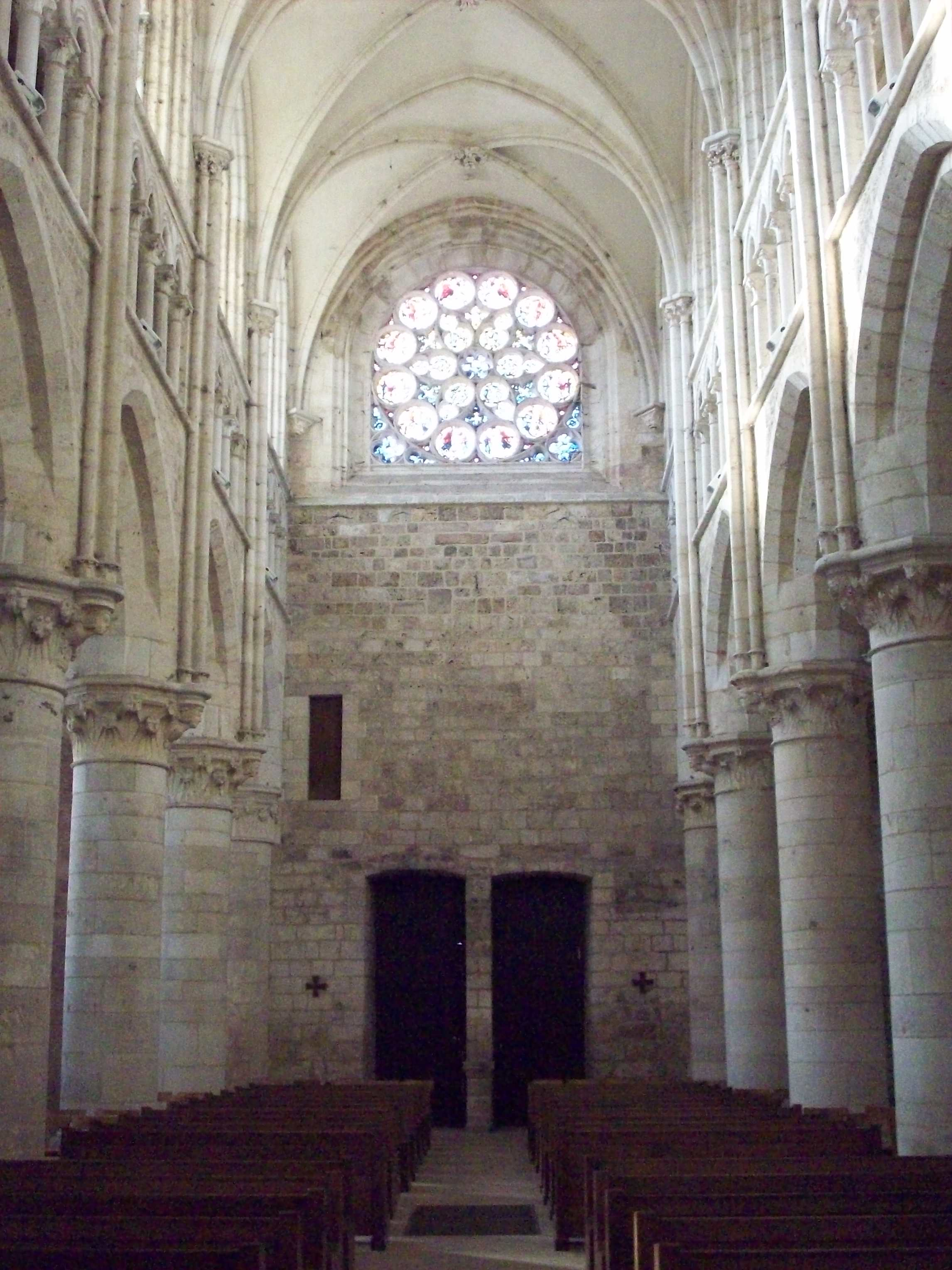
Kirchenschiff → Westen
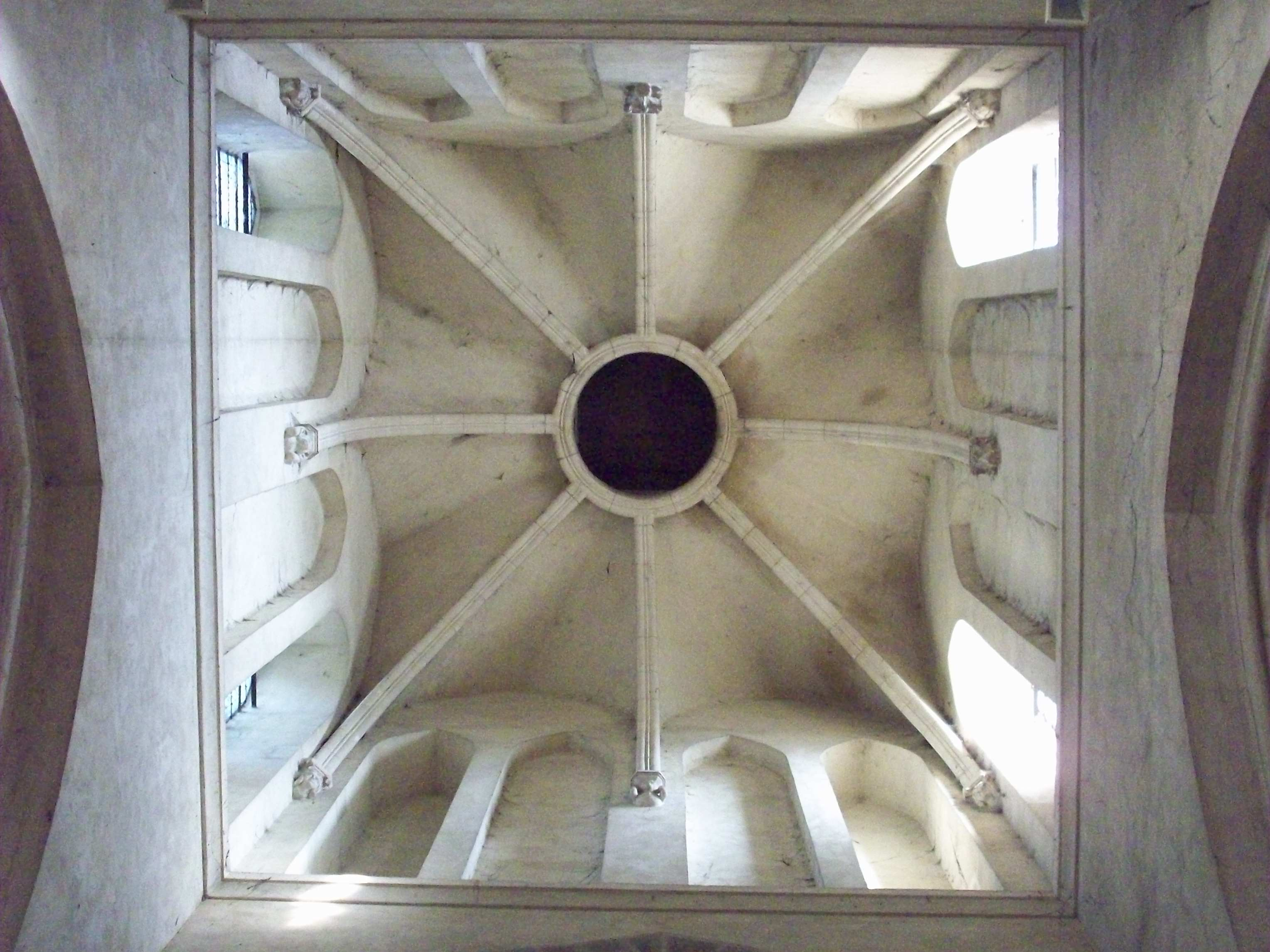
Laternenturm
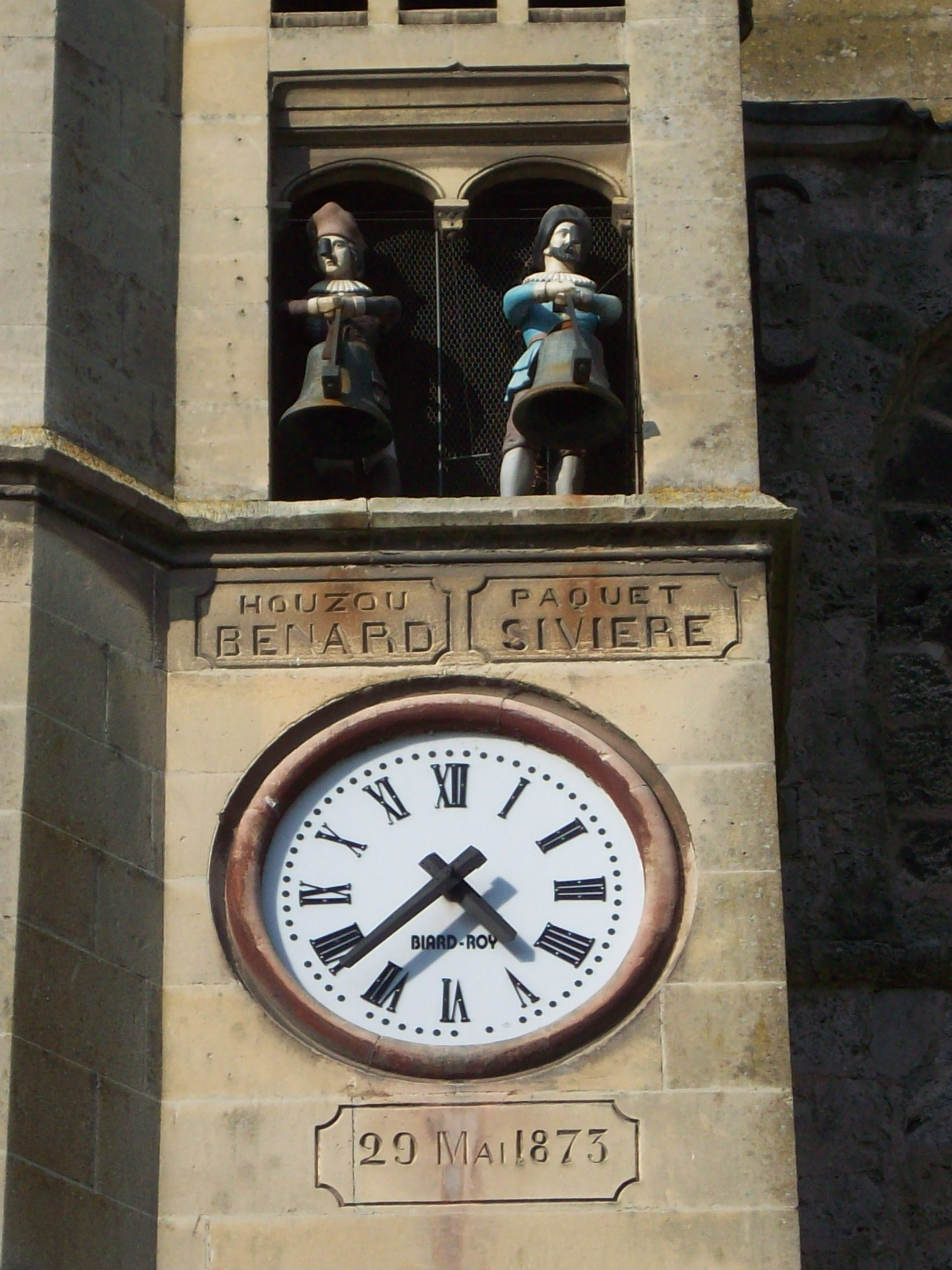
Jacquemarts